# Великая Слива
Великая Слива (бел. Вялікая Сліва) — деревня в Слуцком районе Минской области Беларуси. Входит в состав Исернского сельсовета. Ранее входила в состав Козловичского сельсовета. Находится в 10 км юго-восточнее Слуцка.

## История
Найдено поселение раннего железного века, укрепленное валом высотой до 1 метра (раньше он был выше). Оно находится в 3 километрах северо-восточнее деревни, в урочище Церковище.
Первая школа в деревне Большая Слива возникла в 1909 году. Школа была разновозрастная. В 1924 году в деревне была построена первая начальная школа. С 1950 года школа стала перерастать в среднюю. В школу приходили ученики с деревень Исерно, Играево, Большое и Малое Быкова, Працевичи, Гуляево, Козловичи, Нежевка. В то время это была единственная средняя школа на все близлежащие деревни. В 2003 году школа со средней была реорганизована в базовую.

## Транспорт
Доехать со Слуцка до деревни можно на автобусах 201с Слуцк АВ — Большое Быково и 458с Слуцк АВ — Солигорск АВ.

## Инфраструктура
- Великосливская сельская библиотека-клуб (филиал № 11) сети публичных библиотек Слуцкого района .
- Магазин
- Придорожное кафе
- Базовая школа
- Детский сад
- Фельдшерско-акушерский пункт
- ОАО «Исерно»

## Памятники
На сельском кладбище есть братская могила девяти воинов-земляков, погибших в годы Великой Отечественной войны.

## Известные уроженцы
- Санько, Валерий Алексеевич (род. 1939) — белорусский писатель, журналист, книгоиздатель.